# 蒙坦切斯山脈

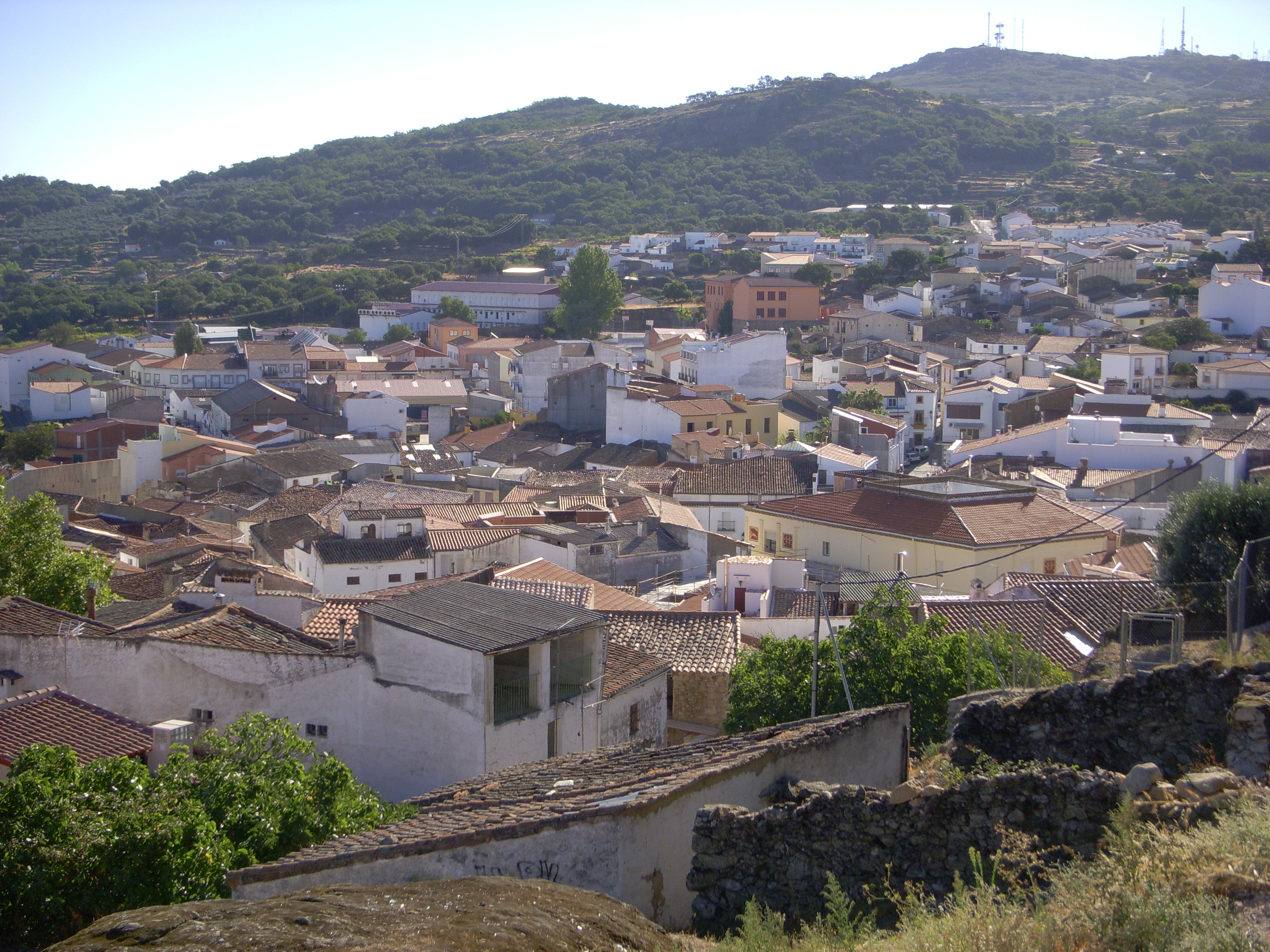

39°12′54″N 6°7′25″W / 39.21500°N 6.12361°W
蒙坦切斯山脈（西班牙語：Sierra de Montánchez），是西班牙的山脈，位於該國西部埃斯特雷馬杜拉，屬於托萊多山脈的一部分，長33公里、寬6.5公里，最高點海拔高度995米。